# Alphonse de Beauchamp
Alphonse de Beauchamp, född 1767 (eller 1769), död den 1 juni 1832, var en fransk historiker.
Beauchamp inträdde 1784 i sardinsk krigstjänst, vägrade 1792 att kämpa mot det republikanska Frankrike, ådömdes fängelsestraff och inträdde efter frigivningen i fransk tjänst. Beauchamp erhöll under direktoriet anställning och anförtroddes uppgiften att övervaka pressen. Den inblick i tidens politiska liv, Beauchamp härigenom fick, utnyttjade han i sin historiska skrift, Histoire de la Vendée et des chouans (1806). Till följd av sin indiskretion avskedades Beauchamp från sin post och utvisades ur Paris. Efter bourbonska restaurationen återkom han och utvecklade ett livligt historiskt författarskap. Han brukar också antas vara författare till ett flertal falska memoarverk, såsom Joseph Fouchés.